# Хамптон (Арканзас)
Хамптон (англ. Hampton) — город, расположенный в округе Калхун (штат Арканзас, США) с населением в 1579 человек по статистическим данным переписи 2000 года.
Город является административным центром округа Калхун.

## География
По данным Бюро переписи населения США город Хамптон имеет общую площадь в 7,77 квадратных километров, водных ресурсов в черте населённого пункта не имеется.
Хамптон расположен на высоте 61 метр над уровнем моря.

## Демография
По данным переписи населения 2000 года в Хамптоне проживало 1579 человек, 402 семьи, насчитывалось 619 домашних хозяйств и 699 жилых домов. Средняя плотность населения составляла около 202 человек на один квадратный километр. Расовый состав Хамптона по данным переписи распределился следующим образом: 66,18 % белых, 32,05 % — чёрных или афроамериканцев, 0,06 % — коренных американцев, 0,63 % — представителей смешанных рас, 1,08 % — других народностей. Испаноговорящие составили 1,39 % от всех жителей города.
Из 619 домашних хозяйств в 30,5 % — воспитывали детей в возрасте до 18 лет, 44,3 % представляли собой совместно проживающие супружеские пары, в 17,6 % семей женщины проживали без мужей, 34,9 % не имели семей. 32,8 % от общего числа семей на момент переписи жили самостоятельно, при этом 13,9 % составили одинокие пожилые люди в возрасте 65 лет и старше. Средний размер домашнего хозяйства составил 2,36 человек, а средний размер семьи — 2,99 человек.
Население города по возрастному диапазону по данным переписи 2000 года распределилось следующим образом: 25,0 % — жители младше 18 лет, 7,5 % — между 18 и 24 годами, 25,0 % — от 25 до 44 лет, 22,5 % — от 45 до 64 лет и 19,9 % — в возрасте 65 лет и старше. Средний возраст жителей составил 40 лет. На каждые 100 женщин в Хамптоне приходилось 79,2 мужчин, при этом на каждые сто женщин 18 лет и старше приходилось 74,9 мужчин также старше 18 лет.
Средний доход на одно домашнее хозяйство в городе составил 25 057 долларов США, а средний доход на одну семью — 29 948 долларов. При этом мужчины имели средний доход в 29 375 долларов США в год против 18 583 доллара среднегодового дохода у женщин. Доход на душу населения в городе составил 15 489 долларов в год. 19,7 % от всего числа семей в округе и 22,9 % от всей численности населения находилось на момент переписи населения за чертой бедности, при этом 30,3 % из них были моложе 18 лет и 20,7 % — в возрасте 65 лет и старше.